# HMS Sheffield (C24)
HMS Sheffield (C24) là một tàu tuần dương hạng nhẹ của Hải quân Hoàng gia Anh Quốc thuộc lớp Town (1936), từng phục vụ trong Chiến tranh Thế giới thứ hai, đã đối đầu với nhiều tàu chiến chủ lực Đức; sau chiến tranh nó tiếp tục phục vụ cho đến khi ngừng hoạt động vào năm 1964 và tháo dỡ vào năm 1967.

## Thiết kế và chế tạo
Lớp tàu tuần dương Town bao gồm 10 chiếc được Hải quân Anh chế tạo trước Thế Chiến II, được thiết kế nhằm tuân thủ những hạn chế đặt ra bởi Hiệp ước Hải quân London năm 1930, có trọng lượng choán nước 11.930 tấn và tốc độ tối đa 32 knot (59 km/h). Chúng được trang bị dàn pháo chính 152 mm (6 inch); bao gồm ba lớp phụ riêng biệt, trong đó Sheffield thuộc về lớp phụ đầu tiên Southampton. Không giống hầu hết tàu chiến của Hải quân Anh vào thời đó, phần lớn trang bị của nó được làm bằng thép không rỉ thay cho chất liệu đồng truyền thống, một nỗ lực nhằm giảm khối lượng công việc lau chùi của thủy thủ đoàn. Tên lóng của nó "Shiny Sheff" có nguồn gốc từ đặc tính này. Nó được đặt lườn tại xưởng đóng tàu của hãng Vickers Armstrong vào ngày 4 tháng 10 năm 1934, được hạ thủy vào ngày 23 tháng 1 năm 1936 bởi Helen Percy, Nữ công tước Northumberland và được đưa ra hoạt động vào ngày 5 tháng 3 năm 1937

## Lịch sử hoạt động

### Chiến tranh Thế giới thứ hai

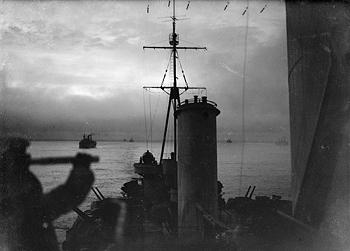
Quang cảnh nhìn từ Sheffield khi nó làm nhiệm vụ hộ tống đoàn tàu vận tải tại vùng biển Bắc Cực. Hậu cảnh là các tàu buôn trong đoàn tàu vận tải; tiền cảnh là bóng một quan sát viên đang sử dụng ống dòm

Vào lúc Chiến tranh Thế giới thứ hai nổ ra, Sheffield phục vụ cùng với Hải đội Tuần dương 18 và tuần tra tại khu vực eo biển Đan Mạch; và sang tháng 4 năm 1940, nó tham gia Chiến dịch Na Uy. Sau một giai đoạn ngắn thực hiện nhiệm vụ tuần tra chống xâm nhập tại eo biển Anh Quốc, nó gia nhập Lực lượng H đặt căn cứ tại Gibraltar, và hoạt động tại khu vực Địa Trung Hải và Đại Tây Dương cho đến cuối năm đó.
Vào ngày 9 tháng 2 năm 1941, Sheffield tham gia vào việc bắn phá Genoa, và sau đó là các hoạt động chống lại các đoàn tàu vận tải của phe Vichy và hỗ trợ việc tăng cường không lực đến Malta. Trong tháng 5, nó tham gia vào việc truy đuổi và đánh chìm thiết giáp hạm Đức Bismarck, trong đó nó suýt là nạn nhân của một vụ bắn nhầm. Máy bay ném ngư lôi Fairey Swordfish xuất phát từ tàu sân bay HMS Ark Royal đã phóng ngư lôi nhắm vào Sheffield; chỉ nhờ may mắn là các kíp nổ từ tính của các quả ngư lôi không hoạt động mà chiếc tàu tuần dương Anh thoát khỏi tai họa. Vào ngày 12 tháng 6, nó phát hiện và đánh chìm một trong các tàu tiếp dầu cho Bismarck, chiếc Friedrich Breme. Sau khi cùng với HMS Kenya tiêu diệt thêm một tàu tiếp liệu Đức khác, chiếc Kota Penang vào đầu tháng 10, Sheffield quay trở về Anh Quốc.
Sheffield được huy động vào việc hộ tống các đoàn tàu vận tải Bắc Cực cho đến khi trúng phải một quả thủy lôi ngoài khơi Iceland vào ngày 3 tháng 3 năm 1942, và phải được sửa chữa cho đến tháng 7. Sau một số chuyến vận tải Bắc Cực khác, nó tham gia lực lượng hỗ trợ cho cuộc đổ bộ lực lượng Đồng Minh lên Bắc Phi trong Chiến dịch Torch vào tháng 11. Đến tháng 12, Sheffield và Jamaica hình thành nên "Lực lượng R", dưới quyền chỉ huy của Chuẩn Đô đốc Robert L. Burnett trên chiếc Sheffield, để bảo vệ cho đoản tàu vận tải JW51B. Đoàn tàu vận tải bị một lực lượng tàu nổi lớn của Đức tấn công, nhưng trong Trận chiến biển Barents diễn ra sau đó, lực lượng Đức phải rút lui và Sheffield đánh chìm được tàu khu trục Friedrich Eckholdt.

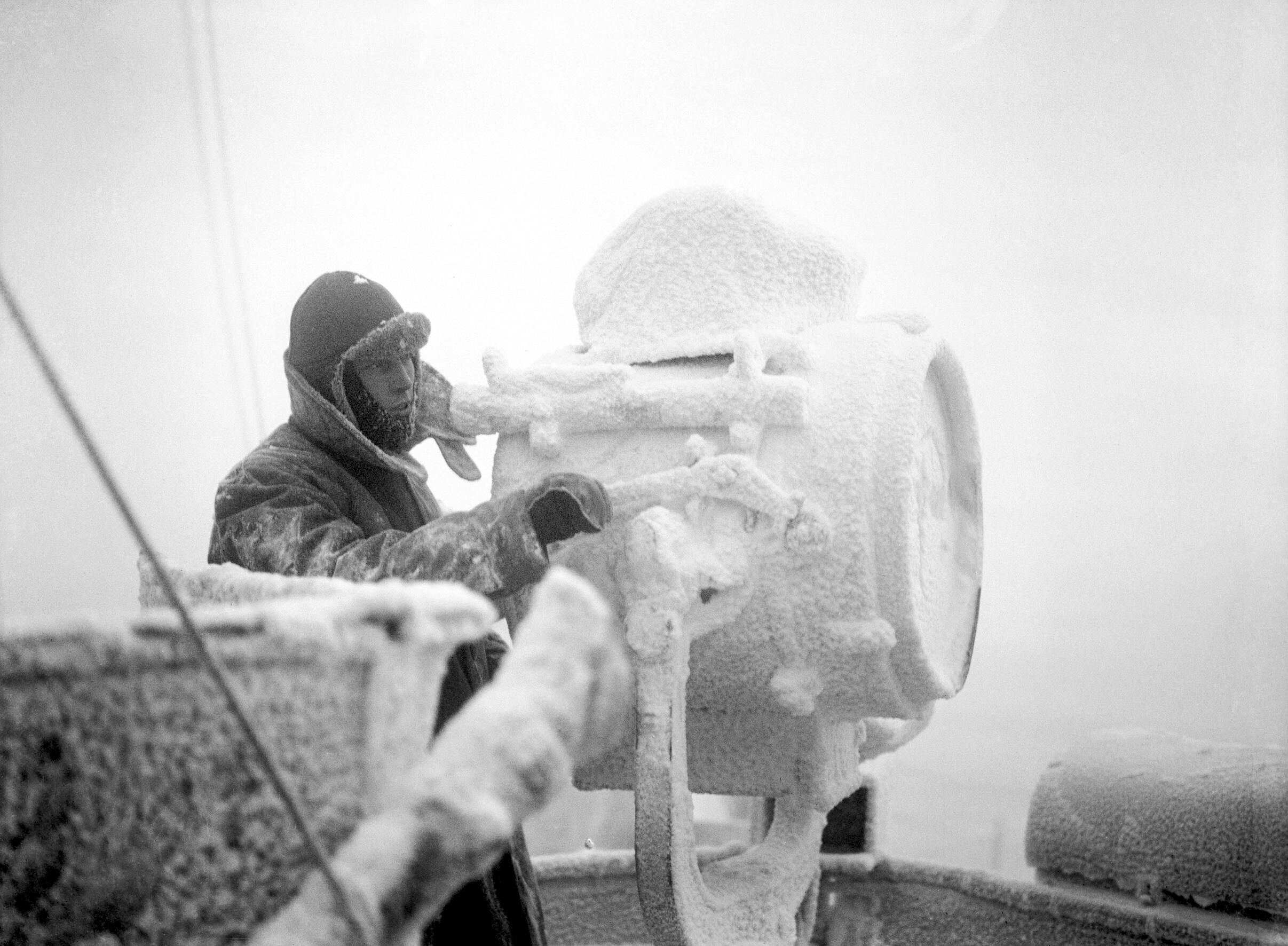
Băng giá đóng trên đèn pha tín hiệu 20 inch của Sheffield khi nó hộ tống một đoàn tàu vận tải Bắc Cực đi đến Liên Xô

Vào tháng 2 năm 1943, Sheffield được điều đến hoạt động tại khu vực vịnh Biscay; và trong tháng 7 và tháng 8 đã hỗ trợ cho Chiến dịch Avalanche, cuộc đổ bộ lên Salerno. Quay trở lại vùng biển Bắc Cực, nó tham gia Trận chiến mũi North đánh chìm thiết giáp hạm Scharnhorst ngoài khơi bờ biển phía Bắc Na Uy vào cuối tháng 12.
Trong năm 1944, Sheffield nằm trong thành phần hộ tống cho lực lượng tàu sân bay Hải quân Hoàng gia, đã tiến hành một loạt các cuộc không kích nhằm đánh chìm thiết giáp hạm Tirpitz vào tháng 4 và tháng 8. Chúng chỉ đạt được những kết quả giới hạn, và trách nhiệm này được trao lại cho Không quân Hoàng gia Anh. Một đợt tái trang bị kéo dài tại Boston, Hoa Kỳ và tại Anh Quốc đã khiến Sheffield không hoạt động cho đến khi chiến tranh kết thúc.

### Sau chiến tranh
Công việc tái trang bị hoàn tất vào tháng 5 năm 1946, và Sheffield lại luân phiên giữa các vai trò tại Tây Ấn (nơi nó phục vụ như soái hạm của Hải đội Tuần dương 8 vào năm 1954) và tại vùng biển nhà cũng như tại Địa Trung Hải. Nó còn trải qua các đợt tái trang bị vào năm 1949/1950 và 1954. Sheffield đã thể hiện hình ảnh của chiếc tàu tuần dương HMS Ajax trong bộ phim The Battle of the River Plate được quay vào năm 1954. Nó được đưa về lực lượng dự bị vào tháng 1 năm 1959 và trở thành soái hạm của Hạm đội Nhà cho đến tháng 9 năm 1964, khi nó được đưa vào danh sách được tháo dỡ.
Thiết bị của nó được tháo dỡ tại Rosyth vào năm 1967 và nó được tháo dỡ tại Faslane cùng năm đó. Quả chuông của con tàu làm bằng thép không rỉ, vốn do nhà Hadfield tại Sheffield chế tạo, được giữ lại và hiện đang được treo tại nhà thờ Sheffield bên cạnh lá cờ chiến đấu của nó.